# John Kufuor
John Kofi Agyekum Kufuor (Kumasi, 8 de dezembro de 1938) é um político ganense, presidente de seu país de 7 de janeiro de 2001 a 7 de janeiro de 2009.
Concorreu às eleições em 2000 e venceu, sucedendo a Jerry Rawlings, que o havia derrotado na eleição de 1996. Foi a primeira transferência pacífica do poder no país desde sua independência. Foi reeleito nas eleições de 2004, derrotando o ex-vice-presidente John Atta Mills, que o sucedeu em janeiro de 2009.
Em 2011, dividiu com o ex-presidente do Brasil Luiz Inácio Lula da Silva o Prêmio Mundial de Alimentação, em reconhecimento pelo seu trabalho no combate à fome no período em que governou o país.